# Lasioglossum semipolitum
Lasioglossum semipolitum är en biart som först beskrevs av Cockerell 1916.  Lasioglossum semipolitum ingår i släktet smalbin, och familjen vägbin. Inga underarter finns listade i Catalogue of Life.

## Bildgalleri

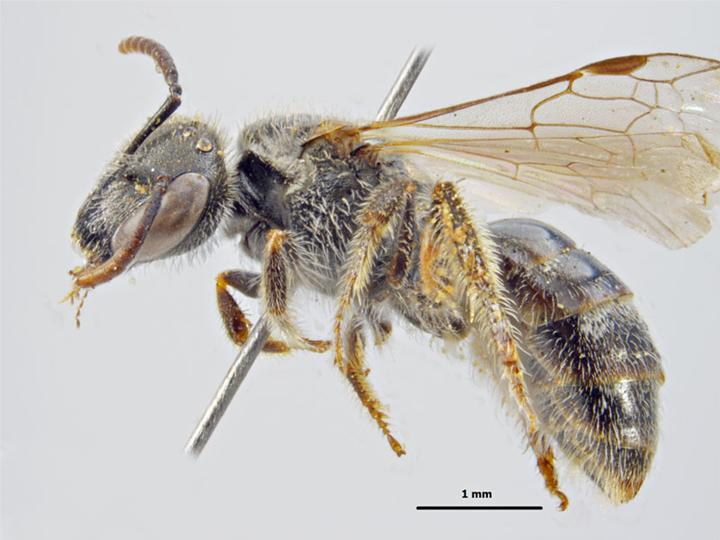
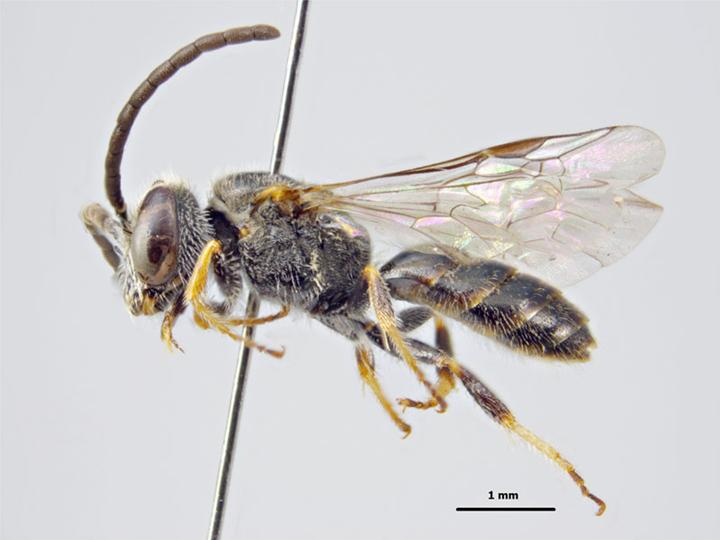